# Тримонциум

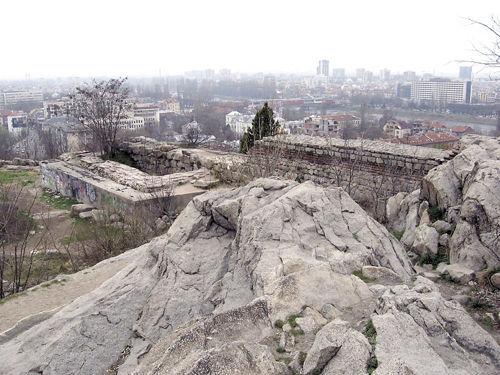
Небет-Тепе

Тримонциум или Трихолмие — поселение в древности, которое сейчас носит название Пловдив. Разрастаясь, оно спускалось вниз по склонам холмов. Так возникли город и площадь в его центре.
На востоке теснились инсулы — многоэтажные жилые дома. Вокруг площади возвышались внушительные общественные здания из обожженного кирпича, облицованные мраморными плитами. Площадь украшали портики и аркады, за которыми теснились торговые ряды. Прежде всего это был рынок, а затем уже — центр общественной жизни. В древнем Пловдиве заседало общее фракийское собрание — Койнон тракон. Площадь впоследствии превратилась в форум.
Три холма — это три скалистые вершины — Джамбаз-Тепе, Таксим-Тепе и Небет-Тепе.